# Oleška
Oleška – rzeka przepływająca przez Podgórze Karkonoskie (czes. Krkonošské podhůří i Czeski Raj (czes. Český ráj), lewy dopływ Izery.
Długość - 43,2 km, powierzchnia zlewni - 171,1 km². Średni przepływ przy ujściu - 1,74 m³/s.
Dopływy: lewe - Rokytka i Popelka, prawe - Tampelačka.
Źródła Oleški znajdują się we wsi Studenec niedaleko Jilemnic. W górnym biegu, we wsi Levínská Olešnice znajduje się sztuczny zbiornik wodny. Oleška płynie przez miejscowości Stará Paka i Semily, gdzie uchodzi do Izery. W dolnym biegu, od Libštátu lub ze Staré Paky wykorzystywana do turystyki wodnej.